# Верхняя Сысерть
Ве́рхняя Сысе́рть — посёлок в Сысертском районе Свердловской области России. Входит в Сысертский муниципальный округ. В 1950—2004 годах Верхняя Сысерть имела статус рабочего посёлка (посёлка городского типа).

## География
Верхняя Сысерть расположена на берегу Верхнесысертского пруда, на реке Сысерти (бассейн Оби). Пруд и посёлок со всех сторон окружают горные увалы и отроги Среднего Урала, а покрытые сосновым лесом. Посёлок находится в 54 километрах к юго-юго-востоку от Екатеринбурга и в 8 километрах к юго-юго-западу от города Сысерти. Верхнюю Сысерть окружает природный парк «Бажовские места».

## История
Первые упоминания о поселениях в этом месте относятся к XVII веку. В 1802 году поблизости было обнаружено богатое месторождение золотоносных песков, и поселение начало бурно развиваться. В 1849 году построена плотина, образовался Верхнесысертский пруд. Там был построен и железоделательный завод, как вспомогательный (переделочный) для Сысертского. Он действовал до 1901 года. На сегодняшний день от него остался только каркас главного здания.
На берегах реки Глубокой и Карасьего озера работали смолокурни. С 1885 года велась разработка торфа на Месиловском торфянике. В 1889 году построена электростанция. В 1933 году открылся рудник объединения «Уралзолото» (работал до 1956 года).
В 1984 году в черту посёлка вошёл посёлок Никитинка.
5 апреля 1950 года Верхняя Сысерть получила статус рабочего посёлка. Преобразована в сельский населённый пункт 31 декабря 2004 года.

## Население
| 1959 | 1970  | 1979 | 1989  | 2002  | 2010  | 2021  |
| ---- | ----- | ---- | ----- | ----- | ----- | ----- |
| 2167 | ↘1793 | ↘971 | ↗1194 | ↘1134 | ↗1138 | ↘1077 |

Структура
По данным Всероссийской переписи населения 2010 года, в Верхней Сысерти проживали 531 мужчина и 607 женщин.

## Инфраструктура
В Верхней Сысерти работают клуб с библиотекой, средняя школа, детский сад, окружная больница (общая врачебная практика).

### Промышленность

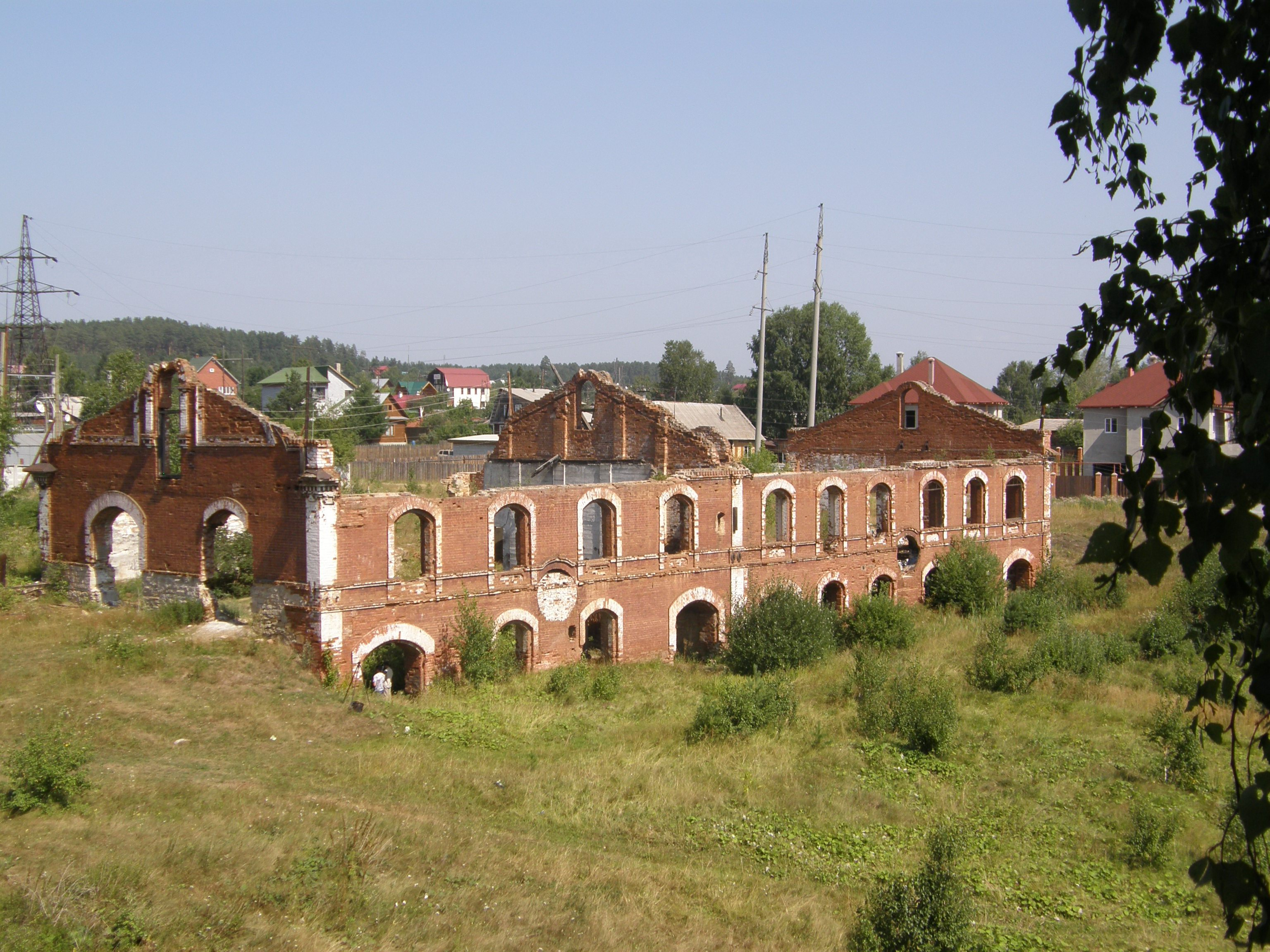
Руины исторического завода

Поскольку посёлок является преимущественно дачным, коттеджным, санаторным, промышленное производство развито слабо. Наиболее развитая отрасль — сельское хозяйство. Производственных предприятий посёлка три:
- ООО «Кипрей» (овощная и животноводческая ферма),
- ООО «Кокадор» (животноводство и растениеводство),
- ООО «Исида» (лесозаготовки и деревообработка).

### Непроизводственная сфера
С 1963 года в посёлке работает база геофизических практик Уральской горно-геологической академии (ныне «Уральский государственный горный университет»). В Верхней Сысерти и вокруг неё расположены многочисленные базы отдыха, санатории.

### Транспорт
До Верхней Сысерти можно добраться на автобусе из Екатеринбурга, Челябинска, Сысерти и Арамили.

## Достопримечательности
- Под базой отдыха «Гранатовая бухта» правительства Свердловской области расположен резервный бункер правительства России. Из него во время событий 1991 года работало правительство России под руководством Олега Лобова.
- Рагозинская часовня. Точная копия часовни, построенной в первой половине XIX века (сгорела в 2019 году)[11].
- Верхнесысертский пруд на реке Сысерти, образованный в 1849 году. Сохранилась старая плотина. Пруд имеет две части: северный залив длиной 5 км (впадает речка Северная Сысерть), и южный — 4 км. Заливы отделены друг от друга плоским полуостровом, поросшим сосново-берёзовым лесом. Средняя глубина 4,5 метра, ширина до полутора километров. В пруду много рыбы: окунь, ёрш и чебак, есть в пруду щука и лещ.

## Люди, связанные с Верхней Сысертью
- Соломирский, Павел Дмитриевич — основатель Верхнесысертского завода.